# Dampierre-sur-Moivre
Dampierre-sur-Moivre est une commune française, située dans le département de la Marne en région Grand Est.

## Géographie

### Localisation
Dampierre-sur-Moivre se trouve au centre-est du département de la Marne, en région Grand Est. La commune appartient à la région agricole de la Champagne crayeuse.
La commune de Dampierre-sur-Moivre s'étend sur une superficie de 1 155 hectares. Sur son territoire, l'altitude varie de 98 à 207 mètres. Au nord, le relief est marqué par la vallée de la Moivre, affluent de la Marne et sous-affluent de la Seine. La rivière traverse le village, dominé au nord par le Grand Mont de Noix (171 m). En direction du sud s'élèvent le Mont de l'Arbre, la Côte du Cerisier puis, après voir franchi le Fond de Mandre, le Mont Bernois qui culmine à plus de 200 mètres.
Par la route, Dampierre-sur-Moivre se situe à 21 km de Châlons-en-Champagne, préfecture de la Marne, à 25 km de Vitry-le-François, à 66 km de Reims et à 11 km de Saint-Germain-la-Ville, siège de la communauté de communes de la Moivre à la Coole dont Dampierre-sur-Moivre fait partie. La commune fait en outre partie du bassin de vie de Châlons-en-Champagne.
Dampierre-sur-Moivre est limitrophe de 5 communes :
| Marson       |                       | Saint-Jean-sur-Moivre |
| Francheville | Dampierre-sur-Moivre  |                       |
|              | La Chaussée-sur-Marne | Saint-Amand-sur-Fion  |

### Hydrographie
La commune est dans la région hydrographique « la Seine de sa source au confluent de l'Oise (exclu) » au sein du bassin Seine-Normandie. Elle est drainée par la Moivre,.
La Moivre, d'une longueur de 23 km, prend sa source dans la commune de Moivre et se jette dans la Marne à Vésigneul-sur-Marne, après avoir traversé huit communes. 

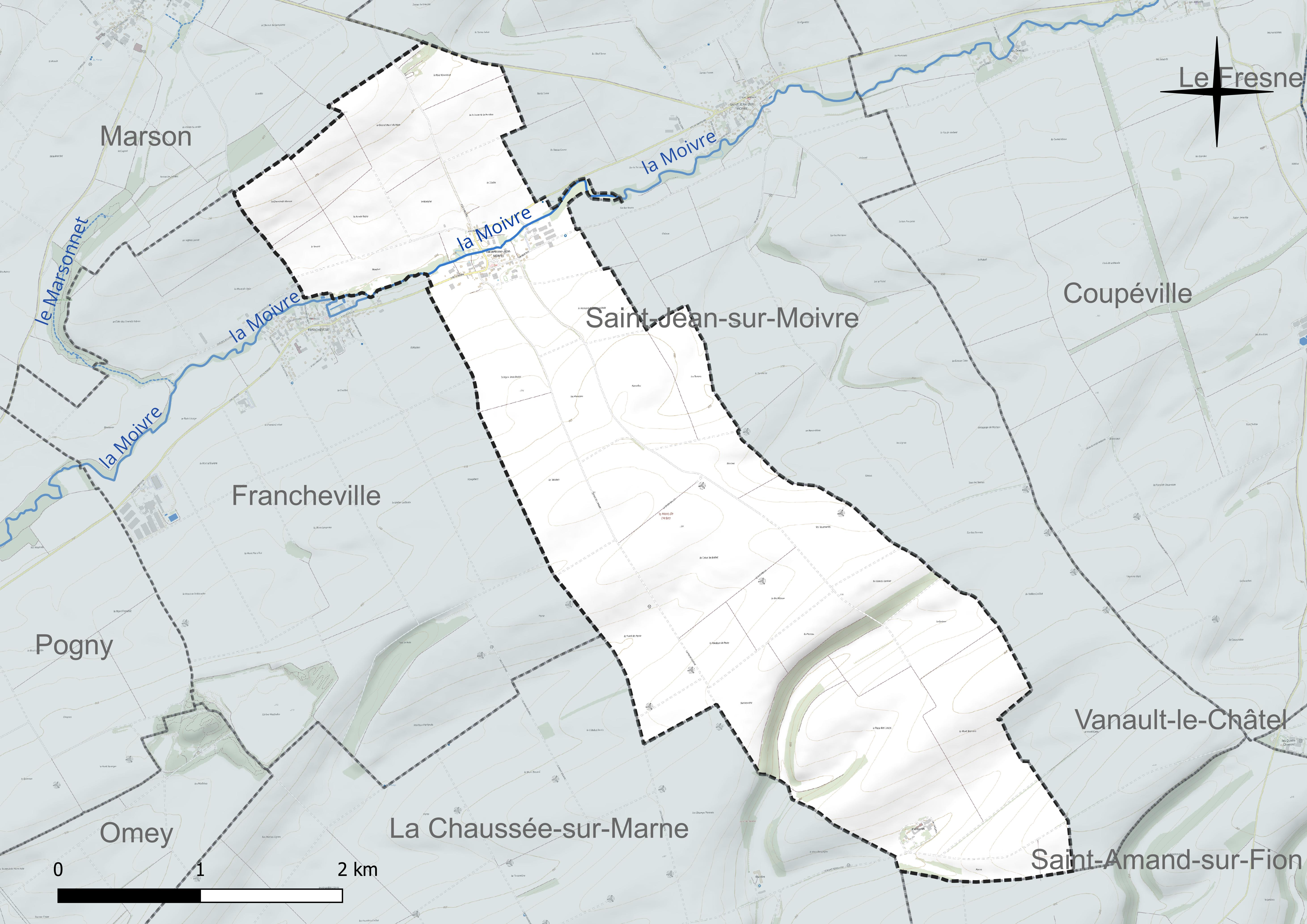
Réseau hydrographique de Dampierre-sur-Moivre.

### Climat
Pour des articles plus généraux, voir Climat du Grand Est et Climat de la Marne.
En 2010, le climat de la commune est de type climat océanique dégradé des plaines du Centre et du Nord, selon une étude du Centre national de la recherche scientifique s'appuyant sur une série de données couvrant la période 1971-2000. En 2020, Météo-France publie une typologie des climats de la France métropolitaine dans laquelle la commune est exposée à un climat océanique altéré et est dans la région climatique  Nord-est du bassin Parisien, caractérisée par un ensoleillement médiocre, une pluviométrie moyenne régulièrement répartie au cours de l’année et un hiver froid (3 °C). 
Pour la période 1971-2000, la température annuelle moyenne est de 10,3 °C, avec une amplitude thermique annuelle de 15,6 °C. Le cumul annuel moyen de précipitations est de 718 mm, avec 11,9 jours de précipitations en janvier et 8,4 jours en juillet. Pour la période 1991-2020, la température moyenne annuelle observée sur la station météorologique de Météo-France la plus proche, « Somme-Vesle », sur la commune de Somme-Vesle à 10 km à vol d'oiseau, est de 10,7 °C et le cumul annuel moyen de précipitations est de 782,0 mm. 
La température maximale relevée sur cette station est de 41,5 °C, atteinte le 25 juillet 2019 ; la température minimale est de −17,6 °C, atteinte le 21 février 1994,,. 
Les paramètres climatiques de la commune ont été estimés pour le milieu du siècle (2041-2070) selon différents scénarios d'émission de gaz à effet de serre à partir des nouvelles projections climatiques de référence DRIAS-2020. Ils sont consultables sur un site dédié publié par Météo-France en novembre 2022.

### Milieux naturels et biodiversité
L'Inventaire national du patrimoine naturel (INPN) recense 458 espèces sur le territoire de la commune, dont 99 espèces protégées et 43 espèces menacées.
Dampierre-sur-Moivre ne compte aucune zone naturelle d'intérêt écologique, faunistique et floristique (ZNIEFF) ou autre espace naturel protégé sur son territoire.

## Urbanisme

### Typologie
Au 1er janvier 2024, Dampierre-sur-Moivre est catégorisée commune rurale à habitat dispersé, selon la nouvelle grille communale de densité à sept niveaux définie par l'Insee en 2022.
Elle est située hors unité urbaine. Par ailleurs la commune fait partie de l'aire d'attraction de Châlons-en-Champagne, dont elle est une commune de la couronne,. Cette aire, qui regroupe 97 communes, est catégorisée dans les aires de 50 000 à moins de 200 000 habitants,.

### Occupation des sols
L'occupation des sols de la commune, telle qu'elle ressort de la base de données européenne d’occupation biophysique des sols Corine Land Cover (CLC), est marquée par l'importance des territoires agricoles (95,5 % en 2018), une proportion identique à celle de 1990 (95,5 %). La répartition détaillée en 2018 est la suivante : 
terres arables (95,5 %), forêts (2,3 %), zones urbanisées (2,2 %). L'évolution de l’occupation des sols de la commune et de ses infrastructures peut être observée sur les différentes représentations cartographiques du territoire : la carte de Cassini (XVIIIe siècle), la carte d'état-major (1820-1866) et les cartes ou photos aériennes de l'IGN pour la période actuelle (1950 à aujourd'hui).

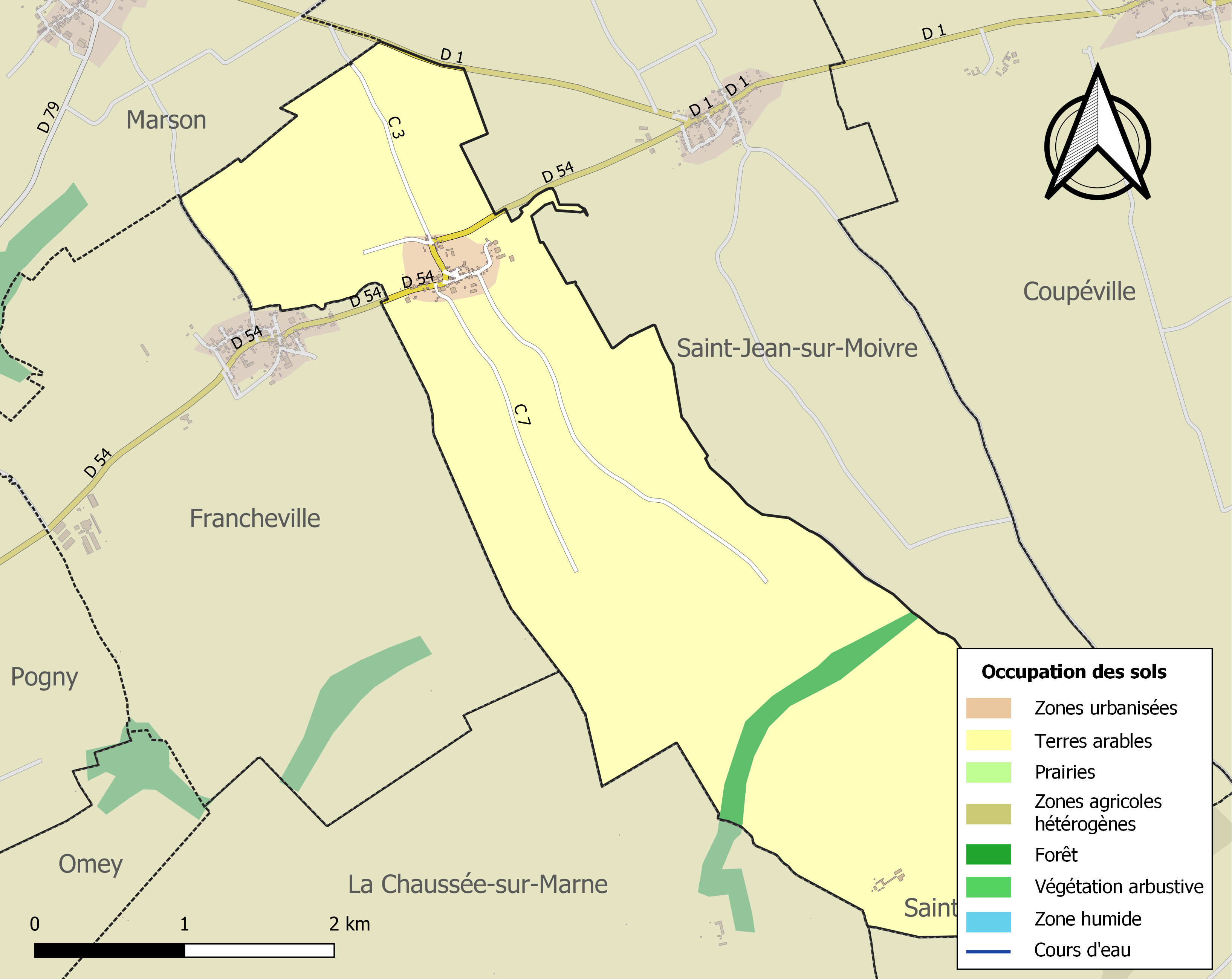
Carte des infrastructures et de l'occupation des sols de la commune en 2018 (CLC).

### Hameaux et écarts
Mentarah — seul écart de Dampierre-sur-Moivre — se trouve au sud-est de la commune, au pied du Mont Bernois.

### Voies de communication et transports
Dampierre-sur-Moivre est traversée par la route départementale 54, entre Francheville et Saint-Jean-sur-Moivre. Vers l'ouest, cette route permet de rejoindre la route nationale 44 entre Châlons-en-Champagne et Vitry-le-François.

## Toponymie
Le nom de la localité est attesté sous les formes Ecclesia de Damno Petro en 1107 (chap. de Châl., a. 1, l. 1), Domnus Petrus super Meviam en 1121 (chap. de Châl., a. 2, l. 32), Dampna Petra en 1195 (la Neuville, c. 9), Dampetra super Meviam en 1229 (liber principum, 5992, f° 327 r°), Dampierre en 1229 (liber principum, 5992, f° 323 r°), Dampierre sur Moyve en 1383 (arch. nat., P 188, 52), Dampetra super Moviam en 1405 (pouillé de Châl., f° 73 v°), Dampierre sur Moyvre en 1464 (évêché de Châl., c. 16), Damp Pierre en 1464 (arch. nat., P 36, 8), Dampierre sur Marne en 1572 (arch. nat., P 179, 122).
Dampierre est un hagiotoponyme caché : Du bas latin dommus et du nom de saint Petrus.
La Moivre est une rivière qui prend sa source sur la commune de Moivre dans le département de la Marne et qui se jetait naturellement dans la Marne à Pogny, avant la création du canal latéral à la Marne.

## Histoire
La paroisse faisait partie d'une prévôté importante basée à Sarry. Dès le XIe siècle elle appartient à l'évêché de Châlons, le siège dont relevaient les seigneuries de : Saint-Germain, Coupéville, Saint-Jean-sur-Moivre, Dampierre-sur-Moivre, Francheville, Vésigneul.
En 1231, l'évesque Pierre de Latilly fait une liste des vassaux de la châtellenie : le seigneur de Coupéville, le seigneur de Francheville, le seigneur de Dampierre-sur-Moivre, le seigneur de Saint-Jean-sur-Moivre, le seigneur de Vésigneul, leurs habitants étant tenus d'entretenir les murailles et fossés du château de Sarry.

## Politique et administration

### Intercommunalité
La commune, antérieurement membre de la communauté de communes du Mont de Noix, est membre, depuis le 1er janvier 2014, de la communauté de communes de la Moivre à la Coole.
En effet, conformément au schéma départemental de coopération intercommunale de la Marne du 15 décembre 2011, cette communauté de communes de la Moivre à la Coole est issue de la fusion, au 1er janvier 2014, de la communauté de communes de la Vallée de la Coole, de  la communauté de communes de la Guenelle, de la communauté de communes du Mont de Noix et de la communauté de communes de la Vallée de la Craie.

### Liste des maires
| Période                                  | Période                       | Identité          | Étiquette | Qualité |
| ---------------------------------------- | ----------------------------- | ----------------- | --------- | --- |
| Les données manquantes sont à compléter. |                               |                   |           | |
| 2001                                     | 2008                          | Pierre Valentin   | UMP       | |
| 2008                                     | juillet 2020                  | Hubert Fauconnier |           | |
| juillet 2020                             | En cours (au 30 janvier 2021) | Julien Valentin   | LR        | Président de la CC de la Moivre à la Coole (2020 → ) Conseiller départemental de Châlons-en-Champagne-3 (2015 → ) Vice-président du conseil départemental de la Marne (2015 → ) |

## Équipements et services publics

### Eau et déchets
L'approvisionnement en eau potable et l'assainissement des eaux usées sont des compétences de la communauté de communes de la Moivre à la Coole. La commune de Dampierre-sur-Moivre est alimentée en eau potable par un captage situé sur son territoire et desservant 5 communes. L'approvisionnement en eau potable est délégué à Veolia. L'assainissement y est non collectif.
Le service public des déchets est assuré par le Syndicat mixte du Sud-Est Marnais (SYMSEM), qui a mis en place une redevance incitative. La collecte des ordures ménagères résiduelles (en bacs noirs pucés ou en sacs rouges prépayés) et des emballages ménagers recyclables (en sacs jaunes) est réalisée en porte à porte. Le SYMSEM adhérant au syndicat de valorisation des ordures ménagères de la Marne (SYVALOM), ces déchets sont amenés en centre de transfert à Sainte-Menehould ou Vitry-en-Perthois, puis valorisés sur le site de La Veuve. La collecte du verre se fait en apport volontaire, avant transformation dans une usine de Reims. Pour les déchets volumineux ou dangereux, le SYMSEM met à disposition de ses habitants une plateforme de déchets verts et gravats, à Saint-Amand-sur-Fion, ainsi que 12 déchèteries, à Arrigny, Courtisols, Givry-en-Argonne, Mairy-sur-Marne, Pargny-sur-Saulx, Pogny, Sainte-Menehould, Thiéblemont-Farémont, Valmy, Vanault-les-Dames, Villers-en-Argonne et Ville-sur-Tourbe.

### Enseignement
Dampierre-sur-Moivre fait partie de l'académie de Reims.
La commune dépend de l'école primaire « Arc-en-ciel » de Marson, installée rue du Montier et accueillant 96 élèves (chiffres 2024-2025).
Les enfants de Dampierre-sur-Moivre sont ensuite rattachés au collège Perrot d'Ablancourt et au lycée Étienne Oehmichen, tous les deux situés à Châlons-en-Champagne.

### Postes et télécommunications
Une boîte aux lettres de La Poste se trouve sur le territoire de la commune, dans la Grande Rue. Le bureau de poste le plus proche est l'agence communale de La Chaussée-sur-Marne.

### Justice, sécurité et secours
Du point de vue judiciaire, Dampierre-sur-Moivre relève du conseil de prud'hommes, du tribunal de commerce, du tribunal judiciaire, du tribunal paritaire des baux ruraux et du tribunal pour enfants de Châlons-en-Champagne, dans le ressort de la cour d'appel de Reims. Pour le contentieux administratif, la commune dépend du tribunal administratif de Châlons-en-Champagne et de la cour administrative d'appel de Nancy.
Dampierre-sur-Moivre est située en secteur Gendarmerie nationale et dépend de la brigade de Courtisols.
En matière d'incendie et de secours, la commune dépend du Service départemental d'incendie et de secours (SDIS) de la Marne.

## Démographie
L'évolution du nombre d'habitants est connue à travers les recensements de la population effectués dans la commune depuis 1793. Pour les communes de moins de 10 000 habitants, une enquête de recensement portant sur toute la population est réalisée tous les cinq ans, les populations de référence des années intermédiaires étant quant à elles estimées par interpolation ou extrapolation. Pour la commune, le premier recensement exhaustif entrant dans le cadre du nouveau dispositif a été réalisé en 2007.

En 2022, la commune comptait 110 habitants, en évolution de −1,79 % par rapport à 2016 (Marne : −1,19 %, France hors Mayotte : +2,11 %).
| 1793 | 1800 | 1806 | 1821 | 1831 | 1836 | 1841 | 1846 | 1851 |
| ---- | ---- | ---- | ---- | ---- | ---- | ---- | ---- | ---- |
| 169  | 192  | 198  | 185  | 207  | 206  | 201  | 189  | 191  |

| 1856 | 1861 | 1866 | 1872 | 1876 | 1881 | 1886 | 1891 | 1896 |
| ---- | ---- | ---- | ---- | ---- | ---- | ---- | ---- | ---- |
| 196  | 198  | 206  | 171  | 168  | 169  | 163  | 133  | 148  |

| 1901 | 1906 | 1911 | 1921 | 1926 | 1931 | 1936 | 1946 | 1954 |
| ---- | ---- | ---- | ---- | ---- | ---- | ---- | ---- | ---- |
| 133  | 136  | 143  | 134  | 129  | 117  | 129  | 118  | 126  |

| 1962 | 1968 | 1975 | 1982 | 1990 | 1999 | 2006 | 2007 | 2012 |
| ---- | ---- | ---- | ---- | ---- | ---- | ---- | ---- | ---- |
| 121  | 124  | 115  | 106  | 71   | 88   | 113  | 117  | 112  |

| 2017 | 2022 | - | - | - | - | - | - | - |
| ---- | ---- | - | - | - | - | - | - | - |
| 113  | 110  | - | - | - | - | - | - | - |

## Culture locale et patrimoine

### Lieux et monuments

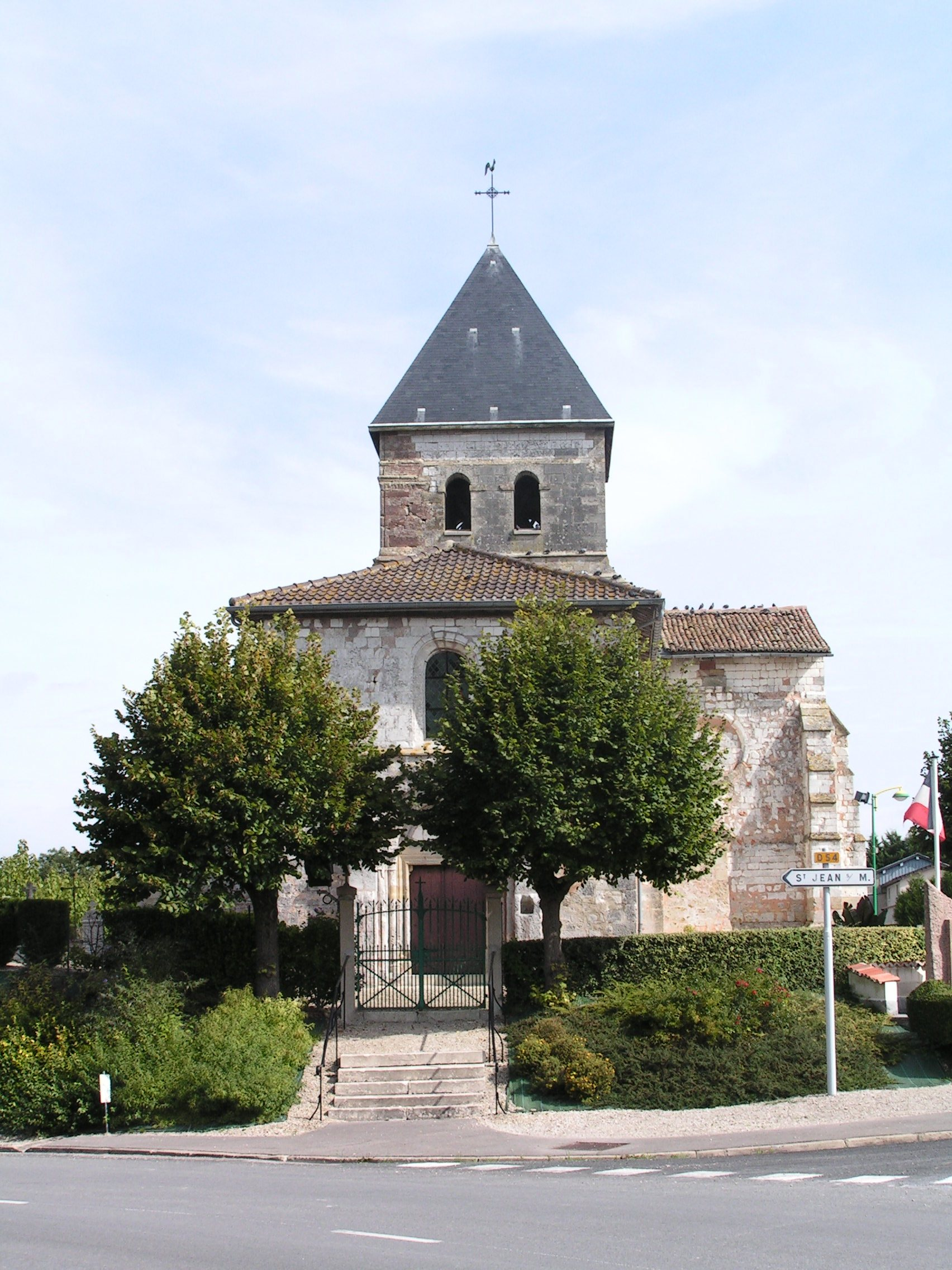
La façade de l'église Saint-Laurent.

L'église Saint-Laurent date des XIIe et XIIIe siècles. Elle est classée monument historique depuis 1982.

### Personnalités liées à la commune
Les seigneurs de Dampierre-sur-Moivre : la famille Deu, remonte à Sanche Deu (1375 ! bourgeois à Châlon) elle forma deux branches principales dont celle des seigneurs : du Vieux-Dampierre, de Dampierre-sur-Moivre, de Malmy-en-Dormois, de Montdenoix, de Montain, de Saint-Rémy dîmes d'Au.., de Villers-aux-Corneilles, de Francheville[réf. nécessaire].

### Héraldique
| Blason de Dampierre-sur-Moivre | Blason  | Écartelé en sautoir: au 1er de sinople au grêlier d'or, le pavillon à dextre, aux 2e et 3e d'or à l'épi de blé tigé et feuillé de sinople, au 4e de sinople au poisson d'argent; sur le tout d'azur à la bande d'argent côtoyée de deux doubles cotices potencées et contre-potencées d'or. |
| Blason de Dampierre-sur-Moivre | Détails | Le statut officiel du blason reste à déterminer. |